# MAC Football Championship Game 2004
Das MAC Football Championship Game 2004 war das Endspiel um die Meisterschaft im American Football in der Mid-American Conference der Saison 2004. Es traf der Sieger der East Division, die Miami RedHawks, auf den Sieger der West Division, die Toledo Rockets. Die Rockets besiegten die RedHawks mit 35:27. Das Spiel fand am 2. Dezember 2004 im Ford Field in Detroit, Michigan statt. Es war das erste Championship Game auf neutralem Grund.

## Spielverlauf
Für Toledo begann das Championship Game schlecht, da sich ihr Quarterback bereits beim ersten Drive die Schulter auskugelte. Er verpasste aber nur einen Spielzug durch die Verletzung. Spät im zweiten Viertel brach er sich zusätzlich noch die Wurfhand, spielte aber dennoch weiter. Zur Halbzeit lagen die Rockets mit 7:14 hinten, konnte das Spiel aber durch drei Touchdowns im dritten Viertel und einen weiteren im frühen letzten Viertel auf 35:20 drehen. Der ausgleichende Touchdown gelang Toledo nach der ersten Interception von Brett, der in Führung bringende Touchdown gelang Strong Safety Jackson durch einen Pick Six. Miami gelang es im Anschluss einen Touchdown zu erzielen, doch der Extrapunkt wurde von Anthony Jordan geblockt und so blieben die Rockets in Führung. Die Rockets schafften es in ihren folgenden beiden Drives einen Touchdown auf Moore zu werfen. Miami verkürzte mit einem Touchdown bei noch vier Minuten Restspielzeit den Rückstand auf acht Punkte, doch den Rockets gelang es mittels zwei 3rd-Down-Conversions die restliche Zeit von der Uhr zu nehmen und so den Sieg zu sichern.

## Spieler
| Starter | Starter | Starter        |
| Offense | Offense | Offense        |
| Toledo | Pos     | Miami          |
| --- | ------- | -------------- |
| Lance Moore | WR      | Ryne Robinson  |
| John Greco | RT      | Todd Londot    |
| David Perkins | RG      | Charles Nordon |
| David Odenthal | C       | Dave Rehker    |
| Chris Wakeman | LG      | Nate Bunce     |
| Nick Kaczur | LT      | Mark Kracium   |
| Chris Holmes | TE      | Dan Tyler      |
| Bruce Gradkowski | QB      | Josh Betts     |
| Scooter McDougle | HB      | Luke Clemens   |
| Steve Odom | WR      | R. J. Corbin   |
| Kenny Higgins | WR      | Michael Larkin |
| Defense |         |                |
| Toledo | Pos     | Miami          |
| Phil Alexander | DE      | Marcus Johnson |
| J. P. Bekasiak | DT      | Will Rueff     |
| Tyree Pollard | DT      | Larry Burt     |
| Bernard Faithful | DE      | Jarrod Rich    |
| Anthony Jordan | LB      | John Busing    |
| David Thomas | LB      | Derek Rehage   |
| Michael Broussard | LB      | Terna Nande    |
| Nigel Morris | CB      | Darrell Hunter |
| Keon Jackson | SS      | Matt Pusateri  |
| Patrick Body | FS      | Frank Wiwo     |
| Antonio Malone | CB      | Alphonso Hodge |
| Weitere teilnehmende Spieler |         |                |
| Toledo: Marques Council, Terrance Hudson, Jason Flowers, Jason Robbins, Tyrell Herbert, Jeremy Wright, Jalen Parmele, Trinity Dawson, Brett Kern, Mike Alston, Steven Morrison, Mike Krispinsky, Alfred Martin Miami: Josh Williams, Justin Davis, Ryan Busing, Mike Wafzig, Adam Ciborowski, Ryan Redd, Jeff Schroeder, Brandon Murphy, Jared Parseghian, Bryan Tyson, Jerrid Gaines, Todd Soderquist, Steve Burke, Dontae Wright, Jerome Bennett, David Hutzelman, Matt Vogele, Craig Mester, Dave McClain, John Glavin, Otto Linwood, Chris Fessel, Patrick O’Bryan, Tyler Vogel, Korey Kirkpatrick |         |                |
| Quelle: |         |                |

## Statistik
|                        | Toledo | Miami |
| ---------------------- | ------ | ----- |
| 1st Downs              | 21     | 19    |
| 3rd Down Conversion    | 7-16   | 5-12  |
| 4th Down Conversion    | 2-4    | 0-1   |
| Total Yards            | 437    | 362   |
| Erworfene Yards        | 252    | 326   |
| Comp-Att               | 18-25  | 20-33 |
| Yards je Pass          | 10,0   | 9,2   |
| Erlaufene Yards        | 186    | 58    |
| Laufversuche           | 46     | 28    |
| Yards je Lauf          | 4,0    | 2,1   |
| Turnovers              | 1      | 2     |
| Interceptions geworfen | 1      | 2     |
| Zeit im Ballbesitz     | 33:15  | 26:45 |
| Quelle:                |        |       |

## Ehrungen
Wide Receiver Michael Larkin wurde zum besten Spieler von Miami gewählt, Quarterback Bruce Gradkowski zum besten Spieler der Rockets.